# Косолапов Олександр Олександрович
Олександр Олександрович Косолапов (15 жовтня 1954, Великобурлуцький район, Харківська область, Українська РСР, СРСР — 5 жовтня 2005) — український радянський футболіст, захисник. Майстер спорту СРСР (1981). По завершенні ігрової кар'єри — футбольний арбітр.

## Біографія
Народився в одному з сіл Великобурлуцького району Харківської області. Коли йому виповнилося десять років, родина переїхала до смт Есхар Чугуївського району. Футболом займався в чугуєвській ДЮСШ у тренера Валерія Кириловича Горовенка, саме там Косолапов і почав грати на позиції стопера. В 14-15 років отримав запрошення до єдиного на той час в Україні київського спортінтернату, але проти переїзду був батько, який вважав, що спочатку потрібно здобути середню освіту.
Згодом займався у футбольній школі харківського «Металіста». За основний склад дебютував 31 травня 1974 року, у домашній грі проти хмельницького «Динамо». Перший м'яч забив 16 травня 1977 року у Сумах, його команда здобула мінімальну перемогу. У другій половині 70-х років «Металіст» почав підйом з другої ліги до еліти радянського клубного футболу. В цей час його партнером у центрі захисту був Ростислав Поточняк. 1978 року команда стала чемпіоном УРСР, а через три роки — найсильнішою у першій лізі. У вищій лізі відіграв два сезони, єдиний гол забив у ворота тбіліського «Динамо», які захищав Отар Габелія 8 травня 1982 року. Гра завершилася перемогою з різницею у три пункти, у харків'ян також відзначилися Віктор Сусло і Леонід Сааков.
Найголовніший м'яч у своїй кар'єрі забив 19 березня наступного року. Основний час півфіналу кубка СРСР з московським ЦСКА завершився внічию, а на десятій хвилині додаткового часу Олександр Косолапов потужно пробив зі штрафного і вирішив долю поєдинку.
В команді найбільше товаришував з Володимиром Лінке, гарні стосунки були з Юрієм Сивухою, Віктором Камарзаєвим, Леонідом Сааковим і Віктором Шаленко (односельцем з Есхара). Очолював комсомольську організацію колективу, з двадцяти років мав прізвисько «Дід».
Окрім «Металіста», також захищав кольори київського СКА і бєлгородського «Салюта» (по одному сезону). Завершував кар'єру професіонального футболіста у харківському «Маяку» і павлодарському «Колосі», де провів по кілька матчів. Всі ці команди виступали у другій лізі чемпіонату СРСР.
Певний час виступав за аматорську команду «Машинобудівник» (Чугуїв), у складі якої грали декілька його односельців з Есхара. Олександр Косолапов закінчив Харківський педагогічний інститут. 1988 року влаштувався до Харківської обласної федерації футболу. Протягом 15 років був футбольним арбітром, обслуговував матчі різного рівня. Зокрема, у вищій лізі чемпіонату України, як головний суддя, провів 16 ігор. Потім був інспектором матчів, делегатом, віце-президентом обласної федерації футболу.

## Досягнення
- Фіналіст кубка СРСР (1): 1983[4]
- Переможець першої ліги (1): 1981
- Чемпіон Української РСР (1): 1978

## Статистика
Футболіста:
| Команда             | Д-1  | Д-1  | Д-2  | Д-2  | Д-3  | Д-3  | Кубок | Кубок |
| Команда             | Ігри | Голи | Ігри | Голи | Ігри | Голи | Ігри  | Голи  |
| ------------------- | ---- | ---- | ---- | ---- | ---- | ---- | ----- | ----- |
| «Металіст» (Харків) | 47   | 1    | 59   | 0    | 143  | 6    | 20    | 2     |
| «Салют» (Бєлгород)  | —    | —    | —    | —    | 20   | 0    | —     | —     |
| СКА (Київ)          | —    | —    | —    | —    | 46   | 2    | —     | —     |
| «Маяк» (Харків)     | —    | —    | —    | —    | 7    | 0    | —     | —     |
| «Колос» (Павлоград) | —    | —    | —    | —    | 2    | 0    | —     | —     |
| Всього за кар'єру   | 47   | 1    | 59   | 0    | 218  | 8    | 20    | 2     |

Футбольного арбітра:
| Турнір                   | Роки              | Головний арбітр | Боковий арбітр |
| ------------------------ | ----------------- | --------------- | -------------- |
| Друга ліга СРСР          | 1988–1991         | 4               | 1              |
| Вища ліга СРСР (дублери) | 1986              | 1               | 0              |
| Кубок УРСР               | 1991              | 1               | 0              |
| Чемпіонат УРСР (аматори) | 1981              | 1               | 0              |
| Вища ліга України        | 1992–1999         | 16              | 76             |
| Кубок України            | 1992–1998         | 14              | 16             |
| Перша ліга України       | 1992–1999         | 35              | 35             |
| Друга ліга України       | 1992–1999         | 21              | 17             |
| Всього за кар'єру        | Всього за кар'єру | 93              | 145            |